# Райнова
Райнова (укр. Райнова) — село в Хыровской городской общине Самборского района Львовской области Украины.
Население по переписи 2001 года составляло 259 человек. Занимает площадь 0,786 км². Почтовый индекс — 82056. Телефонный код — 3238.

## История
В 1946 году указом ПВС УССР село Воля-Райнова переименовано в Райнова.